# صوفیا بوتله
صوفیا بوتله (به انگلیسی: Sofia Boutella) (زادهٔ ۳ آوریل ۱۹۸۲)؛ رقصنده، مانکن و هنرپیشهٔ الجزایر-فرانسوی است. عمدهٔ شهرت او با عنوان دختر نیل در تبلیغات نایکی است. او در موزیک ویدئوهای خوانندگانی همانند مدونا، آشر، نی-یو، ریانا، کریس براون، جمیروکوای و مایکل جکسون ایفای نقش کرده است.

## زندگی‌نامه
صوفیا بوتله دختر خواننده و نوازندهٔ موسیقی جاز الجزایری به نام سافی بوتله است که در باب‌الواد الجزایر زاده شد.
او آموزش کلاسیک رقص را در ۵ سالگی آغاز کرد و در سال ۱۹۹۲ هنگامی که ۱۰ سال بیشتر نداشت به همراه خانواده‌اش الجزایر را ترک و به فرانسه نقل مکان کرد.
او در فرانسه تمرینات ژیمناستیک ریتمیک را شروع کرد و در ۱۸ سالگی برای بازی‌های المپیک به تیم ملی فرانسه پیوست.
در همین حال، او یکی از اعضا گروه خدمه خانه بدوش بود که رقص هیپ‌هاپ و رقص خیابانی انجام می‌دادند. آن‌ها در سال ۲۰۰۶ در مسابقات جهانی قهرمانی رقص هیپ‌هاپ برنده شدند. صوفیا فارغ‌التحصیل کالج موسیقی برکلی نیز هست.
در همان زمان پس از سن ۱۷ سالگی با طراح رقص بلانکا لی تمرین می‌کرد. او در فیلم‌های متعدد و در تلویزیون و همچنین آگهی‌های بازرگانی می‌رقصید.
او بعدها با مدونا، خوانندهٔ آمریکایی، در تور اعترافات (Confessions Tour) رقصید. در این مرحله از زندگی حرفه‌ای‌اش بود که او با فهید نعیم، برادر سرمایه‌دار میلیاردر جیمز تی نعیم و صاحب شرکت (hedge fund tycoon) دوست شد.
موفقیت واقعی او در سال ۲۰۰۶ هنگامی که به آمریکا رفت و با طراح رقص جیمی کینگ برای نایکی کارکرد برایش به وجود آمد و به عنوان یک الگوی هیپ هاپ زنانه شناخته شد. این پیشرفت عمده‌ای در زندگی حرفه‌ای‌اش بود و منجر به کار در کنار ستاره‌هایی مثل مدونا و ریانا شد.
صوفیا برای کار در کنسرت‌های «این آخرش است» مایکل جکسون انتخاب شده بود اما چون او در کنسرت‌های مدونا مشغول بود، نتوانست با مایکل همکاری کند. اما بعد از درگذشت مایکل جکسون، او در موزیک ویدئوی ترانهٔ «امشب هالیوود» که در فوریه ۲۰۱۱ منتشر شد، در نقش اصلی بازی کرد.

## گزیده فیلم‌شناسی
| سال  | عنوان                         | نقش         | یادداشت                                           | منبع          |
| ---- | ----------------------------- | ----------- | ------------------------------------------------- | ------------- |
| ۲۰۰۴ | کوردیرز، قاضی و پلیس          | مایا        | قسمت: «Temps mort»                                | [ ۷ ]         |
| ۲۰۱۰ | رقص با ستارگان                |             | قسمت: «ستارگان رقص میسی»                          |               |
| ۲۰۱۲ | رقص خیابانی ۲                 | ایوا        |                                                   | [ ۸ ]         |
| ۲۰۱۴ | هیولاها: قاره تاریک           | آرا         |                                                   | [ ۹ ]         |
| ۲۰۱۵ | کینگزمن: سرویس مخفی           | گزل         |                                                   | [ ۱۰ ]        |
| ۲۰۱۶ | فراتر از پیشتازان فضا         | جایلا       |                                                   | [ ۱۱ ] [ ۱۲ ] |
| ۲۰۱۶ | حمله ببر                      | شادها       |                                                   |               |
| ۲۰۱۶ | Jet Trash                     | ویکس        |                                                   |               |
| ۲۰۱۷ | مومیایی                       | آمنت        | نامزد – جایزه تمشک طلایی بدترین بازیگر مکمل زن    | [ ۱۳ ] [ ۱۴ ] |
| ۲۰۱۷ | بلوند اتمی                    | دلفین لاسال | نامزد – جایزه ALOS برای بهترین بازیگر نقش مکمل زن | [ ۱۵ ]        |
| ۲۰۱۷ | کینگزمن: محفل طلایی           | گزل         | قطعه آرشیوی                                       |               |
| ۲۰۱۸ | فارنهایت ۴۵۱                  | کلاریس      | فیلم تلویزیونی                                    | [ ۱۶ ]        |
| ۲۰۱۸ | نقطه اوج                      | سلوا        |                                                   |               |
| ۲۰۱۸ | هتل آرتمیس                    | نایس        |                                                   | [ ۱۷ ]        |
| ۲۰۱۹ | عشق آنتوشا                    | خودش        | مستند                                             | [ ۱۸ ]        |
| ۲۰۱۹ | عشق امروزی                    | یاسمین      | سریال تلویزیونی؛ ۲ قسمت                           |               |
| ۲۰۲۱ | زندانیان سرزمین شبح           | برنیس       |                                                   |               |
| ۲۰۲۱ | شهرک نشینان                   | السا        |                                                   |               |
| ۲۰۲۲ | قفسه عجایب                    | دکتر زهرا   | سریال تلویزیونی؛ ۱ قسمت                           |               |
| ۲۰۲۲ | ساس: قهرمانان سرکش            | ایو منصور   | مینی سریال                                        | [ ۱۹ ]        |
| ۲۰۲۳ | ماه سرکش                      | کورا        |                                                   | [ ۲۰ ]        |
| ۲۰۲۴ | آرگایل                        | صبا البدر   |                                                   |               |
| ۲۰۲۴ | ماه سرکش – قسمت دوم: زخم‌زننده | کورا        |                                                   |               |
| TBA  | بازی قاتل                     | میزی        | فیلمبرداری                                        | [ ۲۱ ]        |

## موزیک ویدئوها
- سزاریا اوورا - "Nutridinha" (2001)[۲۲]
- جمیروکوای - "Little L" (2001)[۲۲]
- Matt Pokora - "Showbiz (The Battle)" (2004)
- Bodyrockers - "I Like The Way (You Move)" (2005)[۲۲]
- اکسول - "Feel The Vibe ('Til The Morning Comes)" (2005)[۲۲]
- Madonna - «گذاشت» (2005)[۲۲]
- Madonna - "Sorry" (2006)[۲۲]
- ریانا - "SOS (Nike Version)" (2006)
- Chris Brown - "Wall to Wall" (2007)[۲۲]
- Matt Pokora - "Dangerous" (2008)
- Madonna - "Celebration" (2009)
- Usher - "Hey Daddy (Daddy's Home)" (2009)
- Beat Freaks/Geminiz - "Jump II" (2010)[۲۳]
- نی-یو - "Beautiful Monster" (2010)
- Ne-Yo - "Champagne Life" (2010)
- مایکل جکسون - "امشب هالیوود" (2011)[۲۴]